# Toon Vancoillie
Toon Vancoillie (14 april 1962, Roeselare) is een Belgische politicus bij Open Vld. Hij was van 2011 tot 2019 burgemeester van de West-Vlaamse gemeente Kortemark.

## Biografie
Vancoillie ging naar de middelbare school op het Klein Seminarie in Roeselare. Daarna startte hij zijn universitaire studies rechten. Zijn kandidatuur volgde hij aan de KULAK in Kortrijk, zijn licentiaat aan de KU Leuven, waar hij in 1986 afstudeerde. Dat jaar legde hij de eed af als advocaat en hij startte aan de balie in Brugge. In 1990 begon hij een eenmanskantoor in Kortemark. In 2002 richtte hij samen met een aantal andere advocaten het advocatenkantoor Vancoillie & Partners op. Vancoillie specialiseerde zich in handelsrecht, verkeersrecht en familierecht.
Vancoillie startte zijn politieke carrière bij de PVV. Op vraag van de Kortemarkse ondernemer en politicus Aimé Desimpel trad hij toe tot het lokale bestuur. In 1987 werd hij secretaris van de PVV in Kortemark. In aantocht naar de verkiezingen van 1994 werd hij voorzitter van de VLD in Kortemark.
Bij deze verkiezingen verbrak de VLD voor het eerst de absolute meerderheid van de CVP van burgemeester Daniël Lambrecht. Partijgenoot Firmin Dupulthys werd burgemeester; Toon Vancoillie werd schepen van Financiën, Stedenbouw en Ruimtelijke Ordening.
Na de verkiezingen van 2000 werd de VLD door haar coalitiepartner SP verbannen naar de oppositiebanken. Toon Vancoillie werd 6 jaar VLD-fractieleider. In 2006 trok hij zelf de VLD-lijst voor de gemeenteraadsverkiezingen.
Ondanks de partij haar zetels zag halveren, werd een coalitie gesloten met Samen Sterk van voormalig burgemeester Firmin Dupulthys. Vancoillie werd opnieuw schepen van Financiën, Stedenbouw en Ruimtelijke Ordening. Op 1 januari 2011 volgde hij Dupulthys op als burgemeester. Na de verkiezingen in 2019 werd hij opgevolgd door Karolien Damman (CD&V).
Vancoillie nam tevens deel aan de Vlaamse verkiezingen van 13 juni 1995 voor het arrondissement Veurne-Diksmuide-Ieper-Oostende. Zowel in 2007 als op 13 juni 2010 stond hij op de West-Vlaamse Open-Vld-lijst voor de Kamer van volksvertegenwoordigers.

## Personalia
Toon Vancoillie is gehuwd en vader van drie kinderen.